# Protodictya lilloana
Protodictya lilloana är en tvåvingeart som beskrevs av Steyskal 1953. Protodictya lilloana ingår i släktet Protodictya och familjen kärrflugor. Inga underarter finns listade i Catalogue of Life.